# かわのえ
かわのえはかつて四国中央フェリーボート（バンパックフェリー）が運航していたフェリー。愛媛県新居浜市の新居浜港（新居浜東港）から愛媛県川之江市(現・四国中央市）の川之江港、兵庫県神戸市東灘区青木の神戸港（東神戸フェリーセンター）を経由し大阪府大阪市住之江区の大阪港（大阪南港フェリーターミナル）を結ぶ航路に就航していた。

## 概要
宇和島造船所で建造され、輸送力増強のため「にいはま」の姉妹船として1973年（昭和48年）10月15日に就航、3,000トン級のフェリーとして中距離航路であったバンパックフェリーの最盛期に「にいはま」とともに主力を担った。1981年（昭和56年）には旅客一人当たりのスペースを増やすことを目的に後部へ客室を追加した。
瀬戸大橋開通から2年後の1990年（平成2年）7月28日に新造船「ロイヤルかわのえ」の就航とともに引退、その後インドネシアへ売却された。
売却後はインドネシアJemla Ferryの「Mufidah」としてスンダ海峡にてスマトラ島バカウヘニ(Bakauheni) - ジャワ島メラク(Merak)間の航路で活躍している。

## 船内

### 船室
就航当初（旅客定員710名）
- 特等　22名[1]
- 一等　56名[1]
- 特二等　252名[1]
- 二等　380名[1]

増築改装後（旅客定員628名）※後部に客室を追加
- 特別室　4名[4]
- 特等　68名[4]
- 特一等　48名[4]
- 一等　63名[4]
- 二等　445名[4]

### 設備
- 案内所
- 売店
- ダイニングルーム